# Caiçara (Rio Grande do Sul)
Caiçara is een gemeente in de Braziliaanse deelstaat Rio Grande do Sul. De gemeente telt 5.240 inwoners (schatting 2009).